# Daniel Béland
Pour les articles homonymes, voir Béland.
Daniel Béland est un ancien patineur artistique québécois. Il a remporté le titre de champion du monde junior en 1977 et est devenu, par la même occasion, le premier québécois francophone à gagner un titre international en patinage artistique.

## Palmarès
- Médaille d'or aux championnats du monde juniors de patinage artistique 1977 à Megève (France)